# Kane Ritchotte
Kane Ritchotte est un acteur américain né le 11 octobre 1991 à La Nouvelle-Orléans, fils du guitariste Rocket Ritchotte.
Il fut révélé par la série Monk où il joua le rôle de Benjy Fleming jusqu'en 2004, année de départ de Bitty Schram, alias Sharona Fleming.
Il tourna par la suite dans quelques films comme Les Petits Braqueurs.

## Filmographie
- 2001 : Big Love, série télévisée
- 2002-2004 : Monk, série télévisée
- 2003 : Jimmy's Dumb, série télévisée
- 2003 : Le Livre de la jungle 2 de Steve Trenbirth
- 2003 : Oui, chérie ! (Yes, dear), série télévisée
- 2004 : Les Petits Braqueurs de Bart Freundlich
- 2004 : Amy, série télévisée
- 2005 : When Do We Eat? (en) de Salvador Litvak
- 2007 : All of Us, série télévisée
- 2013 : Rendez-moi ma fille (A Mother's Rage) : Billy